# Hradský potok
Hradský potok – potok w północnej Słowacji, w zachodniej części krywańskiej części Małej Fatry, prawostronny dopływ Wagu. Długość ok. 4 km.
Źródła na wysokości 1030-1040 m n.p.m. w głębokim kotle po zachodniej stronie drugorzędnego grzbietu tej części Małej Fatry, między szczytem Kopa a grzbietem Javoriny, w pobliżu Chaty pod Suchým. Spływa głęboko wciętą, zalesioną doliną, zwaną Hradské, generalnie w kierunku zachodnim. Na wysokości ok. 365 m n.p.m., na terenie katastralnym wsi Nezbudská Lúčka, tuż poniżej ruin zamku Starý hrad, uchodzi do Wagu w jego przełomowym odcinku, zwanym Przesmykiem Streczniańskim.
Wzmiankowany po raz pierwszy w węgierskiej formie w 1874 jako Hradszki patak. Później często jako Hradské (jak dolina). Współcześnie również jako Hradská (skrót od Hradská voda).
Doliną Hradskiego potoku prawie na całej jego długości biegnie droga, a nią od miejsca zwanego Podhradské (na wysokości ruin zamku Starý hrad) – niebiesko  znakowany szlak turystyczny do chaty pod Chlebom.